# أريجنوتي
أريجنوتي أو أريجنوتا (/ˌærɪɡˈnoʊti:، ˌærɪɡˈnoʊtə/؛ اليونانية: Ἀριγνώτη, Arignṓtē) كانت فيلسوفة يونانية فيثاغورسية من بلدة كروتوني وقد أزدهرت ونشأت في البيئة العلمية الفلسفية في حوالي عقد الـ500 قبل الميلاد. وكانت معروفة كطالبة للعالمين فيثاغورس وتينو.

## من كتاباتها
- باكتشيكا (Βακχικά، باكخيكا، "من باخوس")
- أسرار ديميتريا (Περὶ τῶν Δήμητρος Μυστηρίων,)
- الخطاب المقدس (Ἱερὸς Λόγος)
- أسرار ديونيسوس (Τελεταὶ Διονύσου)